# Elodium pseudo-abietinum
Elodium pseudo-abietinum là một loài Rêu trong họ Thuidiaceae. Loài này được (Kindb.) Broth. ex Paris mô tả khoa học đầu tiên năm 1909.